# Ey Şûh-i Sertab
Ey Şûh-i Sertab is het negende album van de Turkse singer-songwriter Sertab Erener.

## Nummers
1. Akşam Oldu Hüzünlendim Ben Yine
2. Şimdi Uzaklardasın
3. Dertliyim Ruhuma Hicranımı
4. Fikrimin İnce Gülü
5. Niçin Baktın Bana Öyle
6. Çile Bülbülüm
7. Biz Heybeli'de Her Gece
8. Ada Sahillerinde
9. Darıldın mı Gülüm Bana
10. Kimseye Etmem Şikayet
11. Bir İhtimal Daha Var
12. Dök Zülfünü Meydane Gel
13. Kırmızı Gülün Ali Var
14. Dönülmez Akşamın Ufkundayız
15. Ey Suh-i Sertab Ey Durr-i Nayab